# Sonate K. 111
La sonate K. 111 (F.70/L.130) en sol mineur est une œuvre pour clavier du compositeur italien Domenico Scarlatti.

## Présentation
La sonate K. 111, en sol mineur, notée Allegro, est une pièce curieuse où Scarlatti joue avec des accords en contretemps répétés 26 fois dans un même geste (soit 52 avec les reprises). L'ouverture présente un arpège descendant à la main droite, dès la première mesure. À la mesure 5, les arpèges passent à la main gauche et les accords se répètent jusqu'à la fin à la main droite dans une harmonie insistante, jusqu'à l'ennui. C'est comme si nous entendions une série infinie d'ouvertures. Mais dans le même temps, l'arpège peut agir comme une conclusion et apparaître en tant que cadence rompue (mesures 11 et 37). Ce matériau se mue donc en trois fonctions syntaxiques ambiguës. Dans les accords, Scarlatti n'hésite pas à placer des quintes parallèles (mesures 30, 32, 34). Le développement de la seconde partie est sensiblement celui de la sonate K. 106.
Pestelli relie l'origine de la sonate à une toccata de Seixas (éd. Doderer no 24).

## Manuscrits
Le manuscrit principal est le numéro 14 du volume XV (Ms. 9771) de Venise (1754), copié pour Maria Barbara ; l'autre est Parme III 17 (Ms. A. G. 31408). Une copie figure à Londres, manuscrit Worgan, Add. ms. 31553 no 17 ; une autre à Saragosse, source 3, B-2 Ms. 32, fos 93v-95r, no 47 (1751–1752).

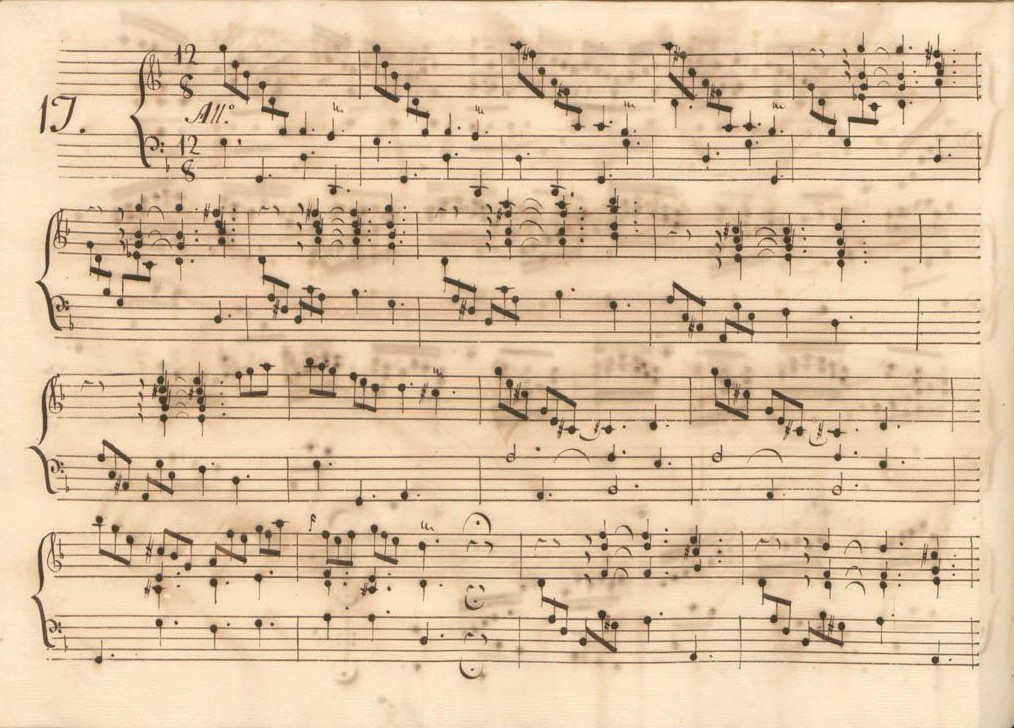
Parme III 17.
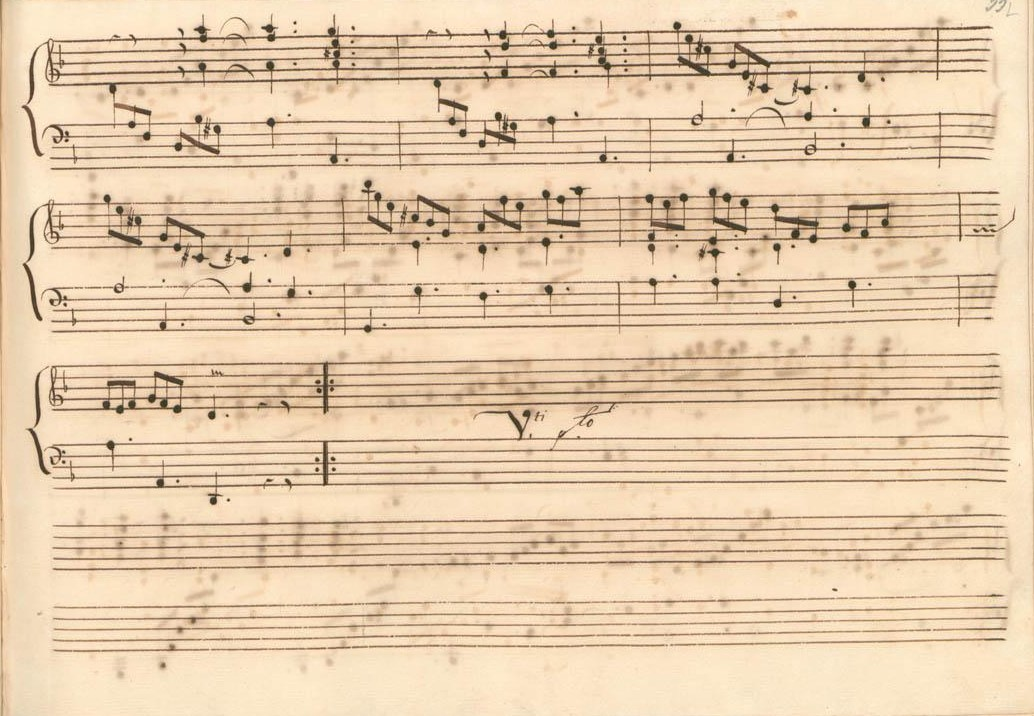
Parme III 17 (fin de la première section).
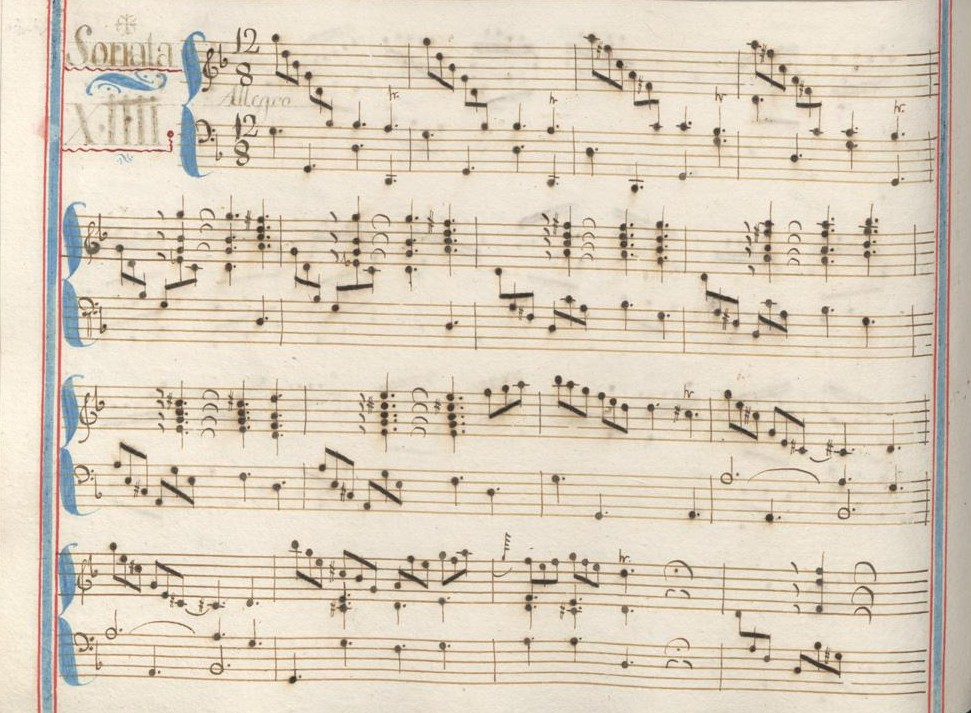
Venise XV 14.

## Interprètes
La sonate K. 111 est défendue au piano, notamment par Francesco Nicolosi (2007, Naxos, vol. 9), Carlo Grante (2009, Music & Arts, vol. 2) ; au clavecin par Scott Ross (1985, Erato), Richard Lester (2005, Nimbus, vol. 6) et Pieter-Jan Belder (Brilliant Classics, vol. 3).

## Sources
: document utilisé comme source pour la rédaction de cet article.
- Ralph Kirkpatrick (trad. de l'anglais par Dennis Collins), Domenico Scarlatti, Paris, Lattès, coll. « Musique et Musiciens », 1982 (1re éd. 1953 (en)), 493 p. (ISBN 978-2-7096-0118-4, OCLC 954954205, BNF 34689181).
- Alain de Chambure, « Domenico Scarlatti : Intégrale des sonates — Scott Ross », Erato (2564-62092-2), 1985 (OCLC 891183737) .
- (en) W. Dean Sutcliffe, The Keyboard Sonatas of Domenico Scarlatti and Eighteenth-Century Musical Style, Cambridge / New York, Cambridge University Press, 2008, xi-400 (ISBN 978-0-521-07122-2, OCLC 1005658462).
- (en) Carlo Grante, « Domenico Scarlatti, intégrale des sonates pour clavier (vol. 2) », Music & Arts (CD-1291), 2009 (OCLC 840087257) .